# Хутора (Тюкалинский район)
Хутора́ — село в Тюкалинском районе Омской области. Административный центр Хуторского сельского поселения.

## География
Село находится на расстоянии 42 км к северу от города Тюкалинск, административного центра района.

### Часовой пояс
Село Хутора, как и вся Омская область, находится в часовой зоне МСК+3. Смещение применяемого времени относительно UTC составляет +6:00.

## История
Основано в 1776 году. В 1928 году село состояло из 104 хозяйств, основное население — русские. В административном отношении являлось центром Хуторского сельсовета Тюкалинского района Омского округа Сибирского края.

## Население
| 2010 |
| ---- |
| 522  |